# St. Georg und Dionysius (Oberhummel)

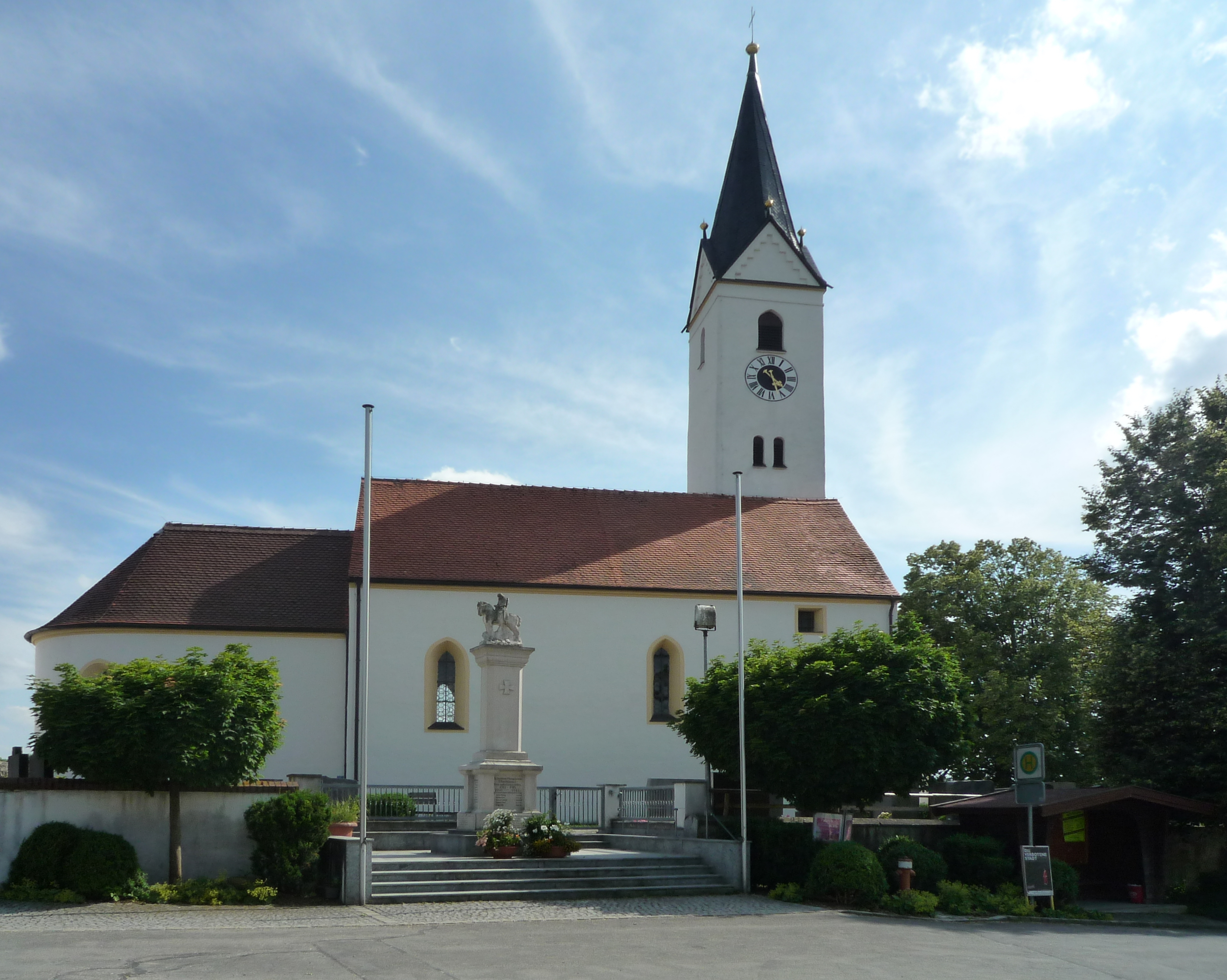
Kirche von Oberhummel

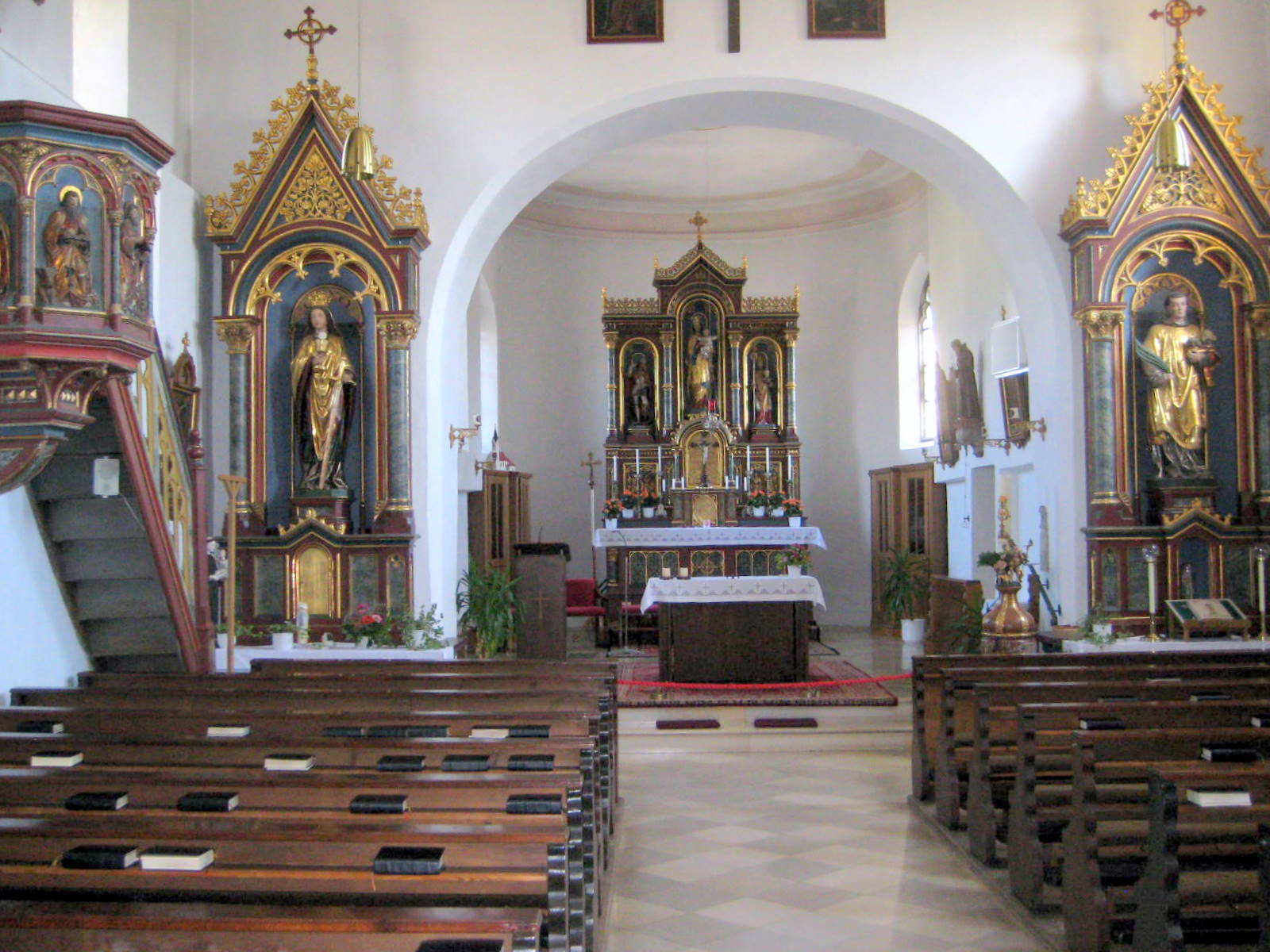
Altar der Kirche

St. Georg und St. Dionysius Oberhummel ist eine römisch-katholische Pfarrkirche in Oberhummel in der Gemeinde Langenbach im oberbayerischen Landkreis Freising.

## Geschichte
Die erste Erwähnung Hummels findet sich in einer Freisinger Urkunde vom 31. Mai 808 als „Humpla“. Bereits damals dürfte eine Kirche am Ort bestanden haben. Das Urbar des Hochstifts Freising, das um 1180 angelegt wurde, unterscheidet erstmals zwischen Oberhummel („Humblin superius“) und Niederhummel („Humblin inferius“). Von 1220 bis 1803 war die Pfarrei dem St.-Andreas-Stift auf dem Freisinger Domberg inkorporiert, die Inhaber der Pfarrstelle sind bis in das Jahr 1363 zurück nahezu lückenlos belegt. 
Der im Kern mittelalterliche Saalbau der Kirche wurde um 1700 und 1868 umgebaut und erweitert. Die Innenausstattung der Kirche wie Altäre und Kanzel wurden 1883 im neuromanischen Stil erneuert. Ein geplanter Neubau der Kirche nach Plänen von Gabriel von Seidl in der ersten Hälfte des 20. Jahrhunderts unterblieb letztlich. Die heutige fünfregistrige Orgel wurde 1921 von der Plattlinger Firma Michael Weise eingebaut.
Bis 2011 wurden Teile der Kirche saniert.

## Baubeschreibung
Die Kirche ist in der Liste der Baudenkmäler in Langenbach (Oberbayern) unter der Aktennummer folgendermaßen beschrieben:
Katholische Pfarrkirche St. Georg und Dionysius: im Kern mittelalterlicher Saalbau mit stark eingezogener Apsis, angefügter Sakristei und westlichem Spitzturm, 1868 umgebaut; mit Ausstattung

## Pfarrei und Pfarrverband
Die Pfarrei Oberhummel zählt zum Pfarrverband Langenbach-Oberhummel, der dem Dekanat Freising der Erzdiözese München und Freising zugeordnet ist. Zum Pfarrverband gehört auch die Pfarrei Langenbach. Zum Pfarrverband zählen die Orte Amperhof, Asenhofen, Gaden, Hangenheim, Kleinviecht, Langenbach, Niederhummel, Oberach, Oberhummel, Obertaxa (Ober-Taxa), Rast, Rudlfing, Schmidhausen, Untertaxa (Unter-Taxa) und Windham. 
Zum Pfarrverband zählen auch die folgende Kirchen:
- Alte Pfarrkirche St. Nikolaus von Myra in Langenbach (von 1736)
- Neue Pfarrkirche St. Nikolaus von Flüe in Langenbach
- Wallfahrtskirche St. Maria Rast (gotische Kirche um die Mitte des 15. Jahrhunderts)
- Filialkirche Pauli Bekehrung in Kleinviecht (spätromanisch um 1200, mit auffällig breitem Turm)
- St. Andreas in Niederhummel (14. Jahrhundert)
- St. Pauli Bekehrung in Kleinviecht